# كوبا ليبرتادوريس 1988
كأس ليبرتادوريس 1988 هو موسم من كأس ليبرتادوريس. أقيم خلال الفترة 29 يونيو 1988 وحتى 26 أكتوبر 1988، وشارك فيه 21 فريقاً، وفاز فيه ناسيونال مونتيفيديو. كان الكولومبي أرنولدو إيغواران هداف الموسم برصيد 5 أهداف.

## النهائي
وصل النهائي نادي ناسيونال الأوروغوياني والأرجنتيني نيويلز أولد بويز . أقيمت مباراة الذهاب في 19 أكتوبر على ملعب جيغانتي دي أرويتو من روساريو ،  مع مباراة الإياب يوم 26 أكتوبر في ملعب سينتيناريو في مونتيفيديو .  فاز ناسيونال 3-1 في مجموع المباراتين ، محققًا لقبه الثالث في كأس ليبرتادوريس. 